# Stalybridge Rovers
Die Stalybridge Rovers (offiziell: Stalybridge Rovers Football Club) waren ein Fußballverein aus der im Nordwesten Englands gelegenen Stadt Stalybridge. Der Ende der 1880er Jahre gegründete Klub erreichte in der Saison 1899/1900 die Hauptrunde des FA Cups und bewarb sich zwei Mal erfolglos um Aufnahme in die Football League.

## Geschichte
Erste Erwähnungen eines Klubs namens Stalybridge Rovers finden sich im Oktober 1888, ambitioniertere Ziele wurden ab der Saison 1892/93 verfolgt. Man trat zunächst der neu gegründeten Spielklasse The Football Federation bei, zwei Jahre später schloss man sich der Liga The Combination an und meldete auch erstmals für die Teilnahme am landesweiten Pokalwettbewerb, dem FA Cup. Bereits eine Saison später wechselte man 1895 in die Lancashire League, aus dieser hatten in den Vorjahren der FC Liverpool und der FC Bury den Sprung in die Football League geschafft. Stalybridge platzierte sich in der ersten Saison auf dem sechsten Tabellenplatz bei 16 Mannschaften, auch die folgenden Jahre standen Mittelfeldplatzierungen. Sportlich erfolgreicher war man in der Saison 1899/1900, als man hinter Stockport County Vizemeister wurde und sich erstmals um Aufnahme in die Football League bewarb, mit nur einer erhaltenen Stimme verpasste man dieses Ziel aber deutlich. Im folgenden Jahr wurde man dank des besseren Torquotienten gegenüber Southport Central Meister der Lancashire League und bewarb sich erneut für die Football League und verpasste mit sieben Stimmen die Wahl erneut deutlich. Gegen das Aufnahmegesuch des in Südengland gelegenen Klubs Bristol City – die Football League bestand nahezu ausschließlich aus Vereinen aus dem Norden Englands, während im Süden der überwiegende Teil der Profivereine in der Southern League spielten – war sportpolitisch kein Ankommen. Die Lancashire League verlor die folgenden Spielzeiten zunehmend an Bedeutung und wurde im Sommer 1903 aufgelöst. Die Stalybridge Rovers, wie auch der Großteil der anderen Klubs, wurde in die Second Division der Lancashire Combination aufgenommen. Zwar gelang in der ersten Spielzeit als Tabellendritter der Aufstieg in die First Division, 1907 stieg der Klub als Tabellenletzter aber wieder in die Second Division ab.
Im Februar 1908 legten im Anschluss an eine Partie gegen den FC Nelson mehrere hochrangige Stalybridge-Funktionäre gegenüber dem Schiedsrichter ein derartiges Fehlverhalten an den Tag, dass vier von ihnen von einer Ligakommission mit mehrmonatigen Sperren belegt wurden, teils bis Jahresende. Dies führte dazu, dass wenige Tage später bei einer Vereinsversammlung der Rovers von den Anteilseignern die Möglichkeit einer Auflösung besprochen. Im Verlauf des Monats März hatte der Klub zunehmend Probleme seinen Spielverpflichtungen nachzukommen und Anfang April 1908 wurde der Klub, nachdem er per Telegramm mit der Begründung „Kein Geld; keine Mannschaft.“ zu einem Auswärtsspiel nicht angetreten war, aus der Liga ausgeschlossen. Das Spielprogramm wurde von Ashton Town zu Ende gebracht. Am 22. Mai 1908 wurde der Verein schließlich liquidiert, als Grund für die Auflösung wurde ein „Mangel an Unterstützung“ genannt.
Am FA Cup nahm der Klub von 1894 bis 1907 teil, die Qualifikation für die erste Hauptrunde gelang einzig im FA Cup 1899/1900, als man sich in der letzten Qualifikationsrunde mit 1:0 gegen Port Vale aus der Football League Second Division durchsetzte. In der ersten Hauptrunde scheiterte man mit 1:2 beim Southern-League-Klub Bristol City.
Über 50 für Stalybridge aktive Spieler traten auch in der Football League an, darunter Herbert Chapman, der später bei Arsenal zu einem der bedeutendsten Fußballtrainer der Geschichte wurde, und Arthur Wharton, der erste dunkelhäutige Profifußballer.
Ein Verein aus Stalybridge schaffte 20 Jahre nach den gescheiterten Anläufen der Rovers doch noch den Sprung in die Football League: der 1909 gegründete Klub Stalybridge Celtic wurde 1921 in die Third Division North aufgenommen, zog sich aber aus finanziellen Gründen bereits 1923 wieder zurück und spielt seither im Non-League football.